# Uniwersytet w Camerino
Uniwersytet w Camerino (wł. Università degli Studi di Camerino) – państwowa szkoła wyższa z siedzibą w Camerino. Uczelnia ma charakter interdyscyplinarny, dający możliwość podjęcia studiów na pięciu wydziałach.
Na rok akademicki 2014/2015 uczelnia liczyła 6343 studentów. Rektorem uczelni jest prof. Claudio Pettinari.

## Historia
Uniwersytet w Camerino to jedna z pierwszych uczelni powstałych we Włoszech. Uczelnia stała się oficjalnie uniwersytetem o randze studium generale, gdy 29 stycznia 1377 roku Grzegorz XI podpisał papieską bullę.
15 lipca 1727 roku Benedykt XII podpisał kolejną papieską bullę - "Liberalium disciplinarum" - na mocy której ustanowił wydziały teologii, prawoznawstwa, medycyny i matematyki. Następna bulla pochodzi z 28 sierpnia 1824 roku. Jest to ustanowiona przez Leona XII bulla "Quod Divina sapientia".
W 1861 roku, po przyłączeniu Camerino do Królestwa Włoch, uniwersytet został ogłoszony jako "wolny" i taki pozostał do 1958 roku, kiedy stał się uniwersytetem państwowym.

## Godło
Emblemat uniwersytetu został stworzony w 1925 roku w wyniku zarządzenia Ministerstwa Edukacji w sprawie standaryzacji emblematów, aby wszystkie krajowe uczelnie miały własne godło.
Oficjalne godło uczelni pokazuje po lewej herb królewski oraz napis UNICAM – UNIVERSITÀ DI CAMERINO – 1336.

## Struktura uniwersytetu
W skład uczelni wchodzi 5 wydziałów:
- Dipartimento di farmacia ospedaliera – scienze del farmaco e dei prodotti della salute
- Dipartimento di diritto civile – giurisprudenza
- Dipartimento di professioni legali delle università di Camerino e Macerata – giurisprudenza
- Dipartimento di sanità animale, allevamento e produzioni zootecniche – scienze mediche veterinarie
- Dipartimento d'giene e controllo dei prodotti della pesca e dell'acquacoltura – scienze mediche veterinarie